# Olcuatitán
Olcuatitán es una localidad del municipio de Nacajuca ubicado en la subregión centro del estado mexicano de Tabasco.

## Geografía
La localidad de Olcuatitán se sitúa en las coordenadas geográficas 18°11′27″N 92°57′40″O / 18.190833, -92.961111, a una elevación de 3 metros sobre el nivel del mar.

## Demografía
Según el Conteo de Población y Vivienda 2020, efectuado por el Instituto Nacional de Estadística y Geografía, la localidad de Olcuatitán tiene 1,750 habitantes, de los cuales 873 son del sexo masculino y 877 del sexo femenino. Su tasa de fecundidad es de 2.54 hijos por mujer y tiene 433 viviendas particulares habitadas.
| Gráfica de evolución demográfica de Olcuatitán entre 1900 y 2020 |
|                                                                  |
| INEGI.                                                           |